# Khlong Saen Saep Express Boat

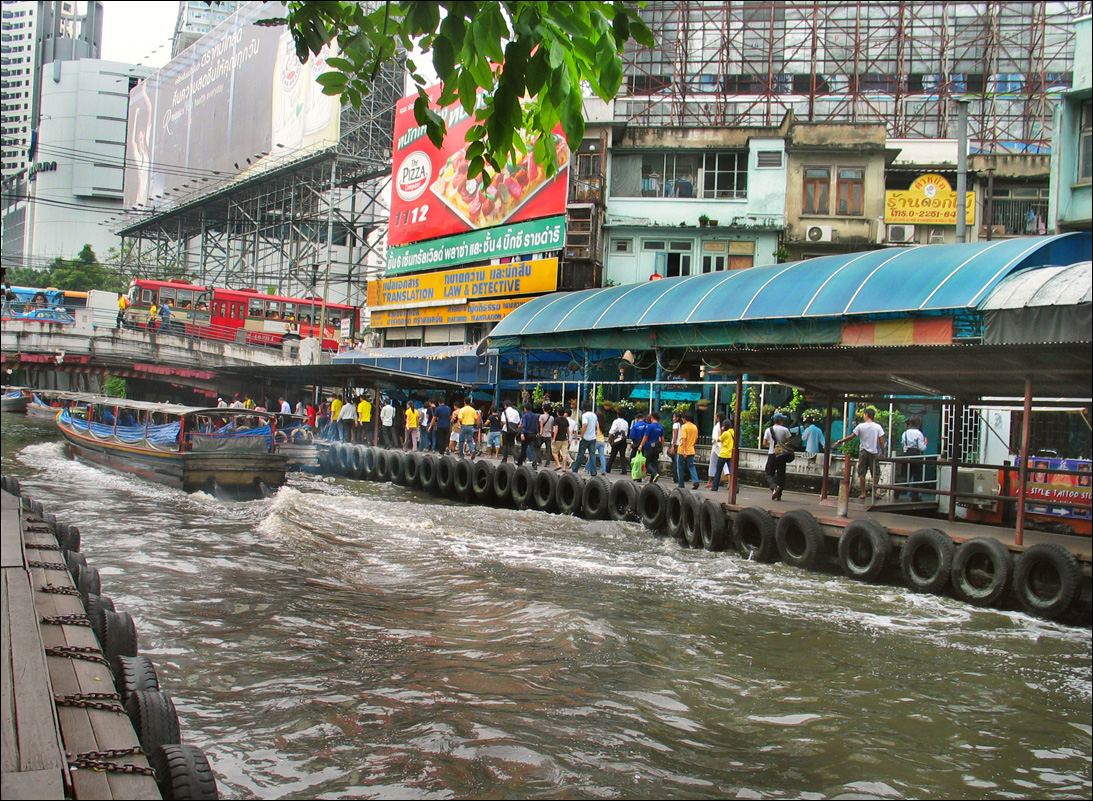
Pratu Nam Pier

De Khlong Saen Saeb Express Boat (Thai: เรือโดยสารคลองแสนแสบ) is een vervoersdienst in Thailand, die beschikbaar is op de khlong Saen Saeb. De transportservice is een snellere en goedkopere versie van de Chao Phraya Express Boat.
De service heeft een gemengde reputatie; de boten varen door vervuild water, maar ook stukken door de natuur. De service heeft een route van in totaal 18 kilometer en wordt gevaren door ruim honderd boten, met elk veertig tot vijftig zitplaatsen. De prijzen zijn afhankelijk van de afgelegde afstand. De dienst vervoert dagelijks rond de 60.000 passagiers. Het wordt uitgevoerd door een bedrijf genaamd Family Transport. Van vroeg in de morgen tot 's avonds is de service beschikbaar. De dienst vaart tussen de wijken Pom Prap Sattru Phai en Bang Kapi in Bangkok. Bij de pier van Pratu Nam is een splitsing, waarbij de westelijke lijn eindigt bij Wat Saket en de oostelijke lijn bij het National Institute of Development Administration. Bij de universiteit moeten passagiers overstappen op andere boten.